# Kmeťovo
Kmeťovo (do roku 1948 Ďorok) je obec na Slovensku v okrese Nové Zámky v kraji Nitra. Žije v něm 809 obyvatel. Obec má veřejnou knihovnu a fotbalové hřiště.

## Historie
První písemná zmínka o vesnici pochází z roku 1214. Obec je spojena se šlechtickým rodem Grasalkovičů, kteří ze psali de Gyarak (z Ďoroku, tj. Kmeťova).

## Přírodní poměry
Obec leží v nadmořské výšce 134 metrů a rozkládá se na ploše 5,196 km². Do správního území obce zasahují část přírodní památky Rieka Žitava a část přírodní rezervace Žitavský luh.

## Pamětihodnosti
- římskokatolický kostel Růžencové Panny Marie z roku 1884